# Belmont, Gers
 Belmont  là một xã thuộc tỉnh Gers trong vùng Occitanie tây nam nước Pháp. Xã này có độ cao trung bình 182 mét trên mực nước biển.
Sông Auzoue tạo phần lớn ranh giới phía tây thị trấn.
Sông Guiroue, một nhánh của sông Osse, tạo thành phần lớn ranh giới phía đông.